# CV Teneriffa
Der Club Voleibol Teneriffa war ein spanischer Frauen-Volleyballverein aus Santa Cruz de Tenerife, der in der spanischen Superliga spielte.

## Geschichte
Der CV Teneriffa wurde 1981 gegründet und spielte ab 1987 in der spanischen Superliga. Dabei dominierten die Frauen ab 1990 die Liga und wurden 1992, 1997, 1998, 1999, 2000, 2001, 2002, 2004, 2005 und 2006 spanischer Meister. Hinzu kamen Pokalsiege in den Jahren 1991, 1997, 1998, 1999, 2000, 2001, 2002, 2003, 2004, 2005 und 2006. Auch in Europa war der CV Teneriffa ein Spitzenteam und wurde 2004 Champions-League-Sieger. Die Mannschaft trat auch unter den Sponsornamen „Afelsa Teneriffa“, „Marichal Teneriffa“, „TuBillete.com  Teneriffa“ und „Fígaro Peluqueros Teneriffa“ an. 2011 wurde der Verein wegen finanzieller Schwierigkeiten aufgelöst.

## Bekannte Spielerinnen
- Jelena Godina
- Magaly Carvajal
- Regla Bell
- Ana Ibis Fernández
- Maurizia Cacciatori
- Anna Vania Mello
- Ingrid Visser †
- Jelena Pawlowa
- Virginie De Carne
- Mira Golubović
- Suzana Ćebić
- Logan Tom
- Milena Rosner
- Neslihan Darnel